# Ashkan Dejagah
Seyed Ashkan Dejagah (in persiano اشکان دژآگَه‎; Teheran, 5 luglio 1986) è un ex calciatore iraniano con cittadinanza tedesca, centrocampista  della nazionale iraniana.

## Biografia
Nato a Teheran, all'età di 1 anno si è trasferito a Berlino, e ha successivamente ricevuto la cittadinanza tedesca.
Ha due figlie di nome Alia ed Alica avute dal matrimonio con Melisa Roodbari (sposata nel 2010).
Nonostante sia musulmano non pratica il Ramadan perché lo ritiene incompatibile con la sua professione.

## Carriera

### Club

#### Herta Berlino (2004-2007)
Ha debuttato con la maglia dell'Hertha Berlino, nella sfida contro il Bochum, alla prima giornata del campionato 2004-2005, giocando gli ultimi cinque minuti della gara, terminata con un pareggio per 2 a 2. È stata l'unica apparizione stagionale, ma l'ha fatto diventare il più giovane calciatore a vestire la maglia dell'Hertha, dalla sua fondazione nel 1892. Nei suoi tre anni a Berlino, ha giocato anche con la squadra riserve, risultando il capocannoniere della stagione 2005-2006, con dodici reti in ventitré presenze. Il tecnico della prima squadra, Falko Götz, lo ha fatto giocare in maniera sempre crescente, sia in Bundesliga che in Coppa UEFA. La stagione seguente, è stato impiegato nella partita contro l'FK Mosca.

#### Wolfsburg (2007-2012)

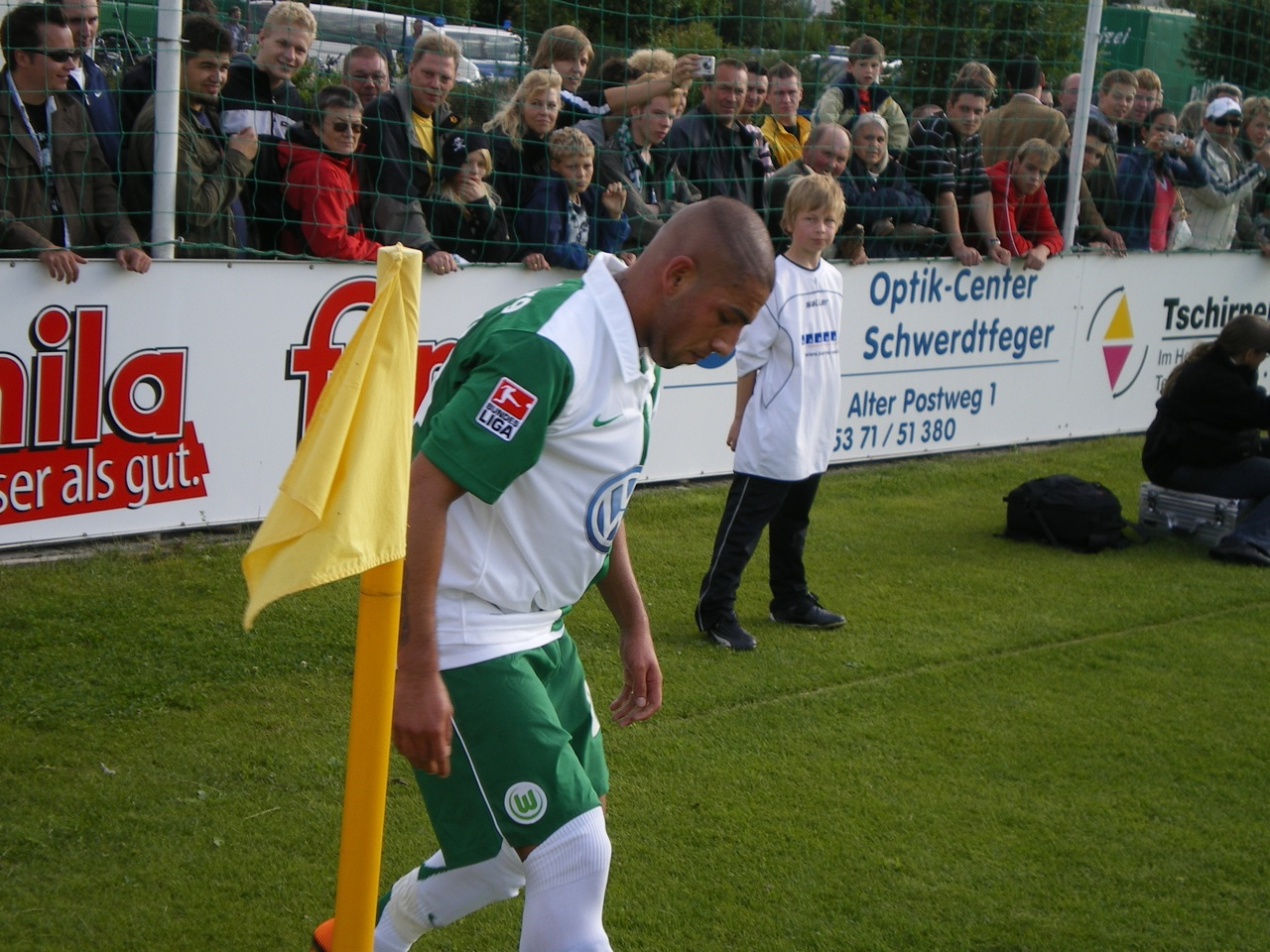
Dejagah in allenamento al Wolfsburg nel 2007

Nel 2007, è passato al Wolfsburg, con cui ha giocato in 5 anni più di 100 partite e ha siglato oltre 20 reti tra campionati e coppe.
Figurava nella squadra che nella stagione 2008-2009 ha vinto il titolo di campione di Germania.

#### Fulham (2012-2014)
Nel 2012 si trasferisce in Inghilterra al Fulham, squadra militante nella massima serie inglese, insieme al compagno di squadra Sascha Riether; la sua avventura oltremanica, nonostante i pochi gol segnati, è stata positiva, e anche se nella seconda (e ultima) stagione con i Cottagers la squadra è retrocessa in seconda serie, è stato votato miglior giocatore del Fulham della stagione 2013-2014. In 2 anni ha giocato 43 partite di Premier segnando 5 gol.

#### Al-Arabi, ritorno al Wolfsburg e Nottingham Forest (2014-2018)
A tal punto lascia il club londinese per accasarsi all'Al-Arabi in Qatar.
Il 30 gennaio 2017, dopo 4 anni e mezzo, torna a giocare nel Wolfsburg. Tuttavia a causa di un infortunio non ha giocato nessuna partita in Bundesliga, e (dopo averne giocate due con la seconda squadra) debutta con la prima squadra solamente nei playout in cui il club della Bassa Sassonia conserva la categoria battendo sia in casa che in trasferta per 1-0 l'Eintracht Braunschweig.
Alla fine della stagione non rinnova il contratto e rimane svincolato.
Dopo non avere trovato una squadra nella sessione estiva, è rimasto svincolato fino a gennaio, mese in cui ha firmato un contratto fino al termine della stagione nella seconda serie inglese con il Nottingham Forest. Tuttavia Dejagah gioca solo 1 partita con i Tricky Trees a causa di un infortunio.
A fine stagione lascia il club rimanendo ancora una volta svincolato.

#### Tractor Sazi (2018-)
Il 2 agosto 2018 va per la prima volta a giocare in Iran (suo paese natale) firmando con il Tractor Sazi, insieme al connazionale e amico Masoud Shojaei. La sua avventura comincia in salita per via di una controversia dovuta ai suoi (e molti) tatuaggi, dopo che lui aveva postato una foto sul suo profilo Instagram mettendoli in mostra: in Iran nessuna legge vieta di averli, ma la federazione iraniana non li vede di buon occhio in quanto simbolo di occidentalizzazione e scarsa professionalità e per questo viene convocato dal Comitato Etico Iraniano. La questione è stata successivamente risolta terminando con nulla di fatto.

### Nazionale

#### Germania
Nel 2004, è stato convocato dalla Germania under 19, con cui ha giocato quindici partite e ha siglato sette reti. Le sue realizzazioni più importanti sono arrivate, probabilmente, nella gara contro i Paesi Bassi under 19, nel momento in cui la sua squadra si trovava sotto per 2 a 0. Nel 2005, è stato convocato nella Germania under 21, dove gli è stata assegnata la maglia numero 10.
Ad ottobre 2007, si è rifiutato di scendere in campo in una partita contro l'Israele under 21, per "ragioni molto personali". Ha infatti ricordato di avere origini iraniane e che, perciò, non voleva scendere in campo. Il calciatore ha dichiarato che i motivi della sua scelta sono stati esclusivamente familiari e che non lo ha fatto per pregiudizi razziali o politici.
Con la Germania Under-21 ha vinto l'Europeo di categoria giocato nel 2009 in Svezia.

#### Iran

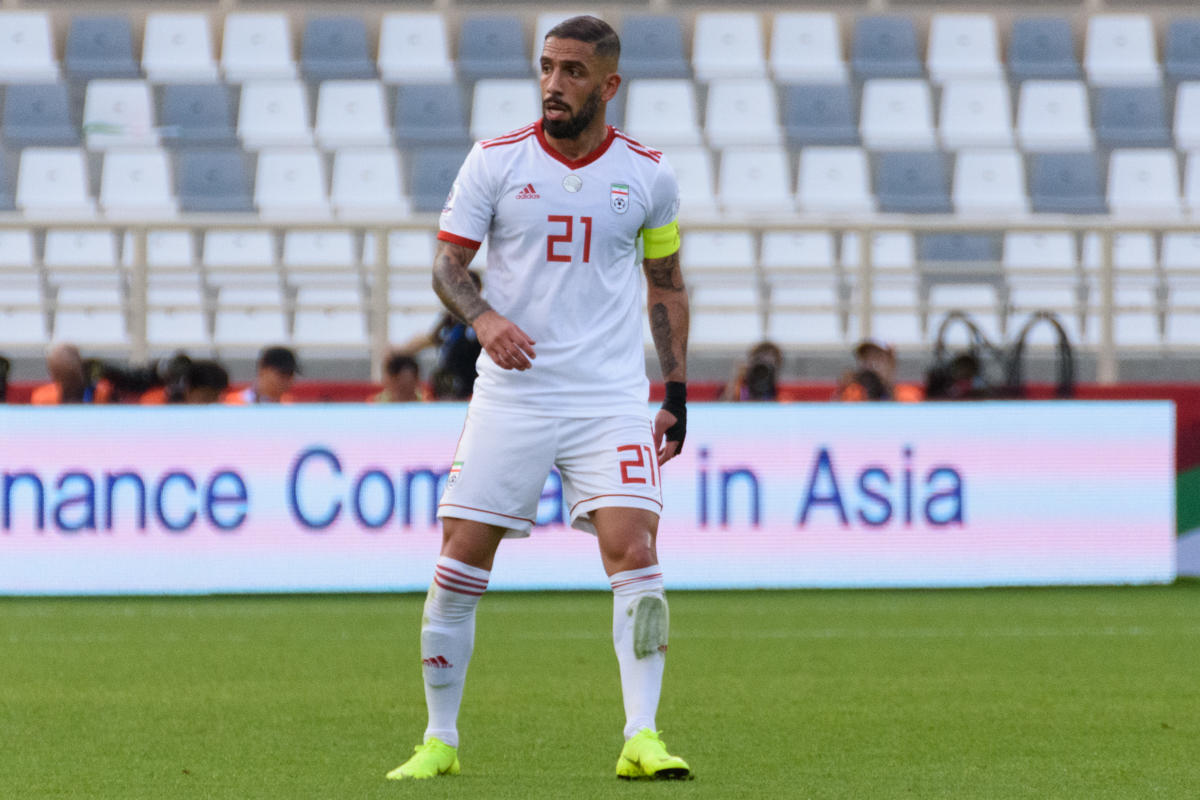
Ashkan Dejagah con la nazionale iraniana durante la Coppa d'Asia 2019

A Dejagah, è stato consigliato di giocare, a livello di Nazionale maggiore, per l'Iran, ma ha risposto dicendo che non considera questa possibilità, salvo poi ricredersi (a seguito di un colloquio con il C.T. Carlos Queiroz) ed esordire con la sua nazionale di nascita il 29 febbraio 2012 nella partita di qualificazione ai Mondiali 2014 contro il Qatar. Proprio in questo match, finito 2-2, segna i suoi primi gol in nazionali con una doppietta.
Ha fatto parte dei 23 convocati della selezione persiana per i Mondiali 2014 e 2018, anche se nei secondi non è mai sceso in campo, e in entrambe le occasioni gli asiatici sono usciti al primo turno.
È stato convocato anche per la Coppa d'Asia 2015 e per quella del 2019; in quest'ultima è il capitano della squadra ed è andato a segno nell'ottavo di finale vinto per 2-0 contro l'Oman, segnando il secondo goal della sua Nazionale al 41º.

## Statistiche

### Cronologia presenze e reti in nazionale
| Cronologia completa delle presenze e delle reti in nazionale ― Iran | Cronologia completa delle presenze e delle reti in nazionale ― Iran | Cronologia completa delle presenze e delle reti in nazionale ― Iran | Cronologia completa delle presenze e delle reti in nazionale ― Iran | Cronologia completa delle presenze e delle reti in nazionale ― Iran | Cronologia completa delle presenze e delle reti in nazionale ― Iran | Cronologia completa delle presenze e delle reti in nazionale ― Iran | Cronologia completa delle presenze e delle reti in nazionale ― Iran |
| Data                                                                | Città                                                               | In casa                                                             | Risultato                                                           | Ospiti                                                              | Competizione                                                        | Reti                                                                | Note                                                                |
| ------------------------------------------------------------------- | ------------------------------------------------------------------- | ------------------------------------------------------------------- | ------------------------------------------------------------------- | ------------------------------------------------------------------- | ------------------------------------------------------------------- | ------------------------------------------------------------------- | ------------------------------------------------------------------- |
| 29-2-2012                                                           | Tehran                                                              | Iran                                                                | 2 – 2                                                               | Qatar                                                               | Qual. Mondiali 2014                                                 | 2                                                                   |                                                                     |
| 12-6-2012                                                           | Tehran                                                              | Iran                                                                | 0 – 0                                                               | Qatar                                                               | Qual. Mondiali 2014                                                 | -                                                                   | 54’                                                                 |
| 15-8-2012                                                           | Tunisi                                                              | Tunisia                                                             | 2 – 2                                                               | Iran                                                                | Amichevole                                                          | -                                                                   |                                                                     |
| 16-10-2012                                                          | Teheran                                                             | Iran                                                                | 1 – 0                                                               | Corea del Sud                                                       | Qual. Mondiali 2014                                                 | -                                                                   |                                                                     |
| 14-11-2012                                                          | Tehran                                                              | Iran                                                                | 0 – 1                                                               | Uzbekistan                                                          | Qual. Mondiali 2014                                                 | -                                                                   | 21’                                                                 |
| 6-2-2013                                                            | Teheran                                                             | Iran                                                                | 5 – 0                                                               | Libano                                                              | Qual. Coppa d'Asia 2015                                             | -                                                                   | 79’                                                                 |
| 26-3-2013                                                           | Hawalli                                                             | Kuwait                                                              | 1 – 1                                                               | Iran                                                                | Qual. Coppa d'Asia 2015                                             | -                                                                   |                                                                     |
| 15-10-2013                                                          | Teheran                                                             | Iran                                                                | 2 – 1                                                               | Thailandia                                                          | Qual. Coppa d'Asia 2015                                             | -                                                                   | 66’                                                                 |
| 15-11-2013                                                          | Bangkok                                                             | Thailandia                                                          | 0 – 3                                                               | Iran                                                                | Qual. Coppa d'Asia 2015                                             | 1                                                                   | 53’                                                                 |
| 19-11-2013                                                          | Beirut                                                              | Libano                                                              | 1 – 4                                                               | Iran                                                                | Qual. Coppa d'Asia 2015                                             | 1                                                                   |                                                                     |
| 5-3-2014                                                            | Teheran                                                             | Iran                                                                | 1 – 2                                                               | Guinea                                                              | Amichevole                                                          | -                                                                   | 86’                                                                 |
| 26-5-2014                                                           | Hartberg                                                            | Montenegro                                                          | 0 – 0                                                               | Iran                                                                | Amichevole                                                          | -                                                                   | 61’                                                                 |
| 30-5-2014                                                           | Conakry                                                             | Angola                                                              | 0 – 0                                                               | Iran                                                                | Amichevole                                                          | -                                                                   | 46’                                                                 |
| 8-6-2014                                                            | San Paolo                                                           | Iran                                                                | 2 – 0                                                               | Trinidad e Tobago                                                   | Amichevole                                                          | -                                                                   | 80’                                                                 |
| 16-6-2014                                                           | Curitiba                                                            | Nigeria                                                             | 0 – 0                                                               | Iran                                                                | Mondiali 2014 - 1º turno                                            | -                                                                   | 73’                                                                 |
| 21-6-2014                                                           | Belo Horizonte                                                      | Argentina                                                           | 1 – 0                                                               | Iran                                                                | Mondiali 2014 - 1º turno                                            | -                                                                   | 85’                                                                 |
| 25-6-2014                                                           | Salvador                                                            | Bosnia ed Erzegovina                                                | 3 – 1                                                               | Iran                                                                | Mondiali 2014 - 1º turno                                            | -                                                                   | 67’                                                                 |
| 18-11-2014                                                          | Teheran                                                             | Iran                                                                | 1 – 0                                                               | Corea del Sud                                                       | Amichevole                                                          | -                                                                   | 90+3’                                                               |
| 4-1-2015                                                            | Wollongong                                                          | Iraq                                                                | 0 – 1                                                               | Iran                                                                | Amichevole                                                          | -                                                                   | 75’                                                                 |
| 11-1-2015                                                           | Melbourne                                                           | Iran                                                                | 2 – 0                                                               | Bahrein                                                             | Coppa d'Asia 2015 - 1º turno                                        | -                                                                   | 89’                                                                 |
| 15-1-2015                                                           | Sydney                                                              | Qatar                                                               | 0 – 1                                                               | Iran                                                                | Coppa d'Asia 2015 - 1º turno                                        | -                                                                   |                                                                     |
| 19-1-2015                                                           | Brisbane                                                            | Iran                                                                | 1 – 0                                                               | Emirati Arabi Uniti                                                 | Coppa d'Asia 2015 - 1º turno                                        | -                                                                   | 63’                                                                 |
| 23-1-2015                                                           | Canberra                                                            | Iran                                                                | 3 – 3 dts (6 – 7 dtr)                                               | Iraq                                                                | Coppa d'Asia 2015 - Quarti di finale                                | -                                                                   | 83’                                                                 |
| 26-3-2015                                                           | Sankt Pölten                                                        | Iran                                                                | 2 – 0                                                               | Cile                                                                | Amichevole                                                          | -                                                                   |                                                                     |
| 31-3-2015                                                           | Solna                                                               | Svezia                                                              | 3 – 1                                                               | Iran                                                                | Amichevole                                                          | -                                                                   | 65’                                                                 |
| 3-9-2015                                                            | Teheran                                                             | Iran                                                                | 6 – 0                                                               | Guam                                                                | Qual. Mondiali 2018                                                 | 1                                                                   | 75’                                                                 |
| 8-9-2015                                                            | Nuova Delhi                                                         | India                                                               | 0 – 3                                                               | Iran                                                                | Qual. Mondiali 2018                                                 | -                                                                   |                                                                     |
| 8-10-2015                                                           | Mascate                                                             | Oman                                                                | 1 – 1                                                               | Iran                                                                | Qual. Mondiali 2018                                                 | -                                                                   | 84’                                                                 |
| 13-10-2015                                                          | Teheran                                                             | Iran                                                                | 1 – 1                                                               | Giappone                                                            | Amichevole                                                          | -                                                                   |                                                                     |
| 12-11-2015                                                          | Teheran                                                             | Iran                                                                | 3 – 1                                                               | Turkmenistan                                                        | Qual. Mondiali 2018                                                 | 1                                                                   | cap.                                                                |
| 17-11-2015                                                          | Dededo                                                              | Guam                                                                | 0 – 6                                                               | Iran                                                                | Qual. Mondiali 2018                                                 | -                                                                   | 35’ 58’                                                             |
| 29-3-2016                                                           | Teheran                                                             | Iran                                                                | 2 – 0                                                               | Oman                                                                | Qual. Mondiali 2018                                                 | -                                                                   | cap.                                                                |
| 2-6-2016                                                            | Skopje                                                              | Macedonia                                                           | 1 – 3                                                               | Iran                                                                | Amichevole                                                          | -                                                                   | 71’                                                                 |
| 7-6-2016                                                            | Teheran                                                             | Iran                                                                | 6 – 0                                                               | Kirghizistan                                                        | Amichevole                                                          | -                                                                   | 64’                                                                 |
| 1-9-2016                                                            | Teheran                                                             | Iran                                                                | 2 – 0                                                               | Qatar                                                               | Qual. Mondiali 2018                                                 | -                                                                   | 39’ 68’                                                             |
| 11-10-2016                                                          | Teheran                                                             | Iran                                                                | 1 – 0                                                               | Corea del Sud                                                       | Qual. Mondiali 2018                                                 | -                                                                   | cap.                                                                |
| 11-11-2016                                                          | Shah Alam                                                           | Papua Nuova Guinea                                                  | 1 – 8                                                               | Iran                                                                | Amichevole                                                          | 1                                                                   | cap.                                                                |
| 15-11-2016                                                          | Paroi                                                               | Siria                                                               | 0 – 0                                                               | Iran                                                                | Qual. Mondiali 2018                                                 | -                                                                   | cap. 66’                                                            |
| 4-6-2017                                                            | Podgorica                                                           | Montenegro                                                          | 1 – 2                                                               | Iran                                                                | Amichevole                                                          | -                                                                   | 46’                                                                 |
| 12-6-2017                                                           | Teheran                                                             | Iran                                                                | 2 – 0                                                               | Uzbekistan                                                          | Qual. Mondiali 2018                                                 | -                                                                   | 70’                                                                 |
| 31-8-2017                                                           | Seul                                                                | Corea del Sud                                                       | 0 – 0                                                               | Iran                                                                | Qual. Mondiali 2018                                                 | -                                                                   | cap. 64’                                                            |
| 5-9-2017                                                            | Teheran                                                             | Iran                                                                | 2 – 2                                                               | Siria                                                               | Qual. Mondiali 2018                                                 | -                                                                   | cap.                                                                |
| 9-11-2017                                                           | Graz                                                                | Iran                                                                | 2 – 1                                                               | Panama                                                              | Amichevole                                                          | 1                                                                   | 67’                                                                 |
| 13-11-2017                                                          | Nimega                                                              | Venezuela                                                           | 0 – 1                                                               | Iran                                                                | Amichevole                                                          | -                                                                   | 46’                                                                 |
| 28-5-2018                                                           | Graz                                                                | Turchia                                                             | 2 – 1                                                               | Iran                                                                | Amichevole                                                          | 1                                                                   | 71’                                                                 |
| 8-6-2018                                                            | Mosca                                                               | Iran                                                                | 1 – 0                                                               | Lituania                                                            | Amichevole                                                          | -                                                                   | 55’                                                                 |
| 11-9-2018                                                           | Tashkent                                                            | Uzbekistan                                                          | 0 – 1                                                               | Iran                                                                | Amichevole                                                          | -                                                                   | cap. 46’                                                            |
| 16-10-2018                                                          | Teheran                                                             | Iran                                                                | 2 – 1                                                               | Bolivia                                                             | Amichevole                                                          | -                                                                   | 46’                                                                 |
| 15-11-2018                                                          | Teheran                                                             | Iran                                                                | 1 – 0                                                               | Trinidad e Tobago                                                   | Amichevole                                                          | -                                                                   | 59’                                                                 |
| 20-11-2018                                                          | Doha                                                                | Iran                                                                | 1 – 1                                                               | Venezuela                                                           | Amichevole                                                          | -                                                                   | 74’                                                                 |
| 24-12-2018                                                          | Doha                                                                | Iran                                                                | 1 – 1                                                               | Palestina                                                           | Amichevole                                                          | -                                                                   | cap. 60’                                                            |
| 31-12-2018                                                          | Doha                                                                | Qatar                                                               | 1 – 2                                                               | Iran                                                                | Amichevole                                                          | -                                                                   | 67’                                                                 |
| 7-1-2019                                                            | Abu Dhabi                                                           | Iran                                                                | 5 – 0                                                               | Yemen                                                               | Coppa d'Asia 2019 - 1º turno                                        | 1                                                                   | cap.                                                                |
| 12-1-2019                                                           | Abu Dhabi                                                           | Vietnam                                                             | 0 – 2                                                               | Iran                                                                | Coppa d'Asia 2019 - 1º turno                                        | -                                                                   | cap.                                                                |
| 16-1-2019                                                           | Dubai                                                               | Iran                                                                | 0 – 0                                                               | Iraq                                                                | Coppa d'Asia 2019 - 1º turno                                        | -                                                                   | 80’                                                                 |
| 20-1-2019                                                           | Abu Dhabi                                                           | Iran                                                                | 2 – 0                                                               | Oman                                                                | Coppa d'Asia 2019 - Ottavi di finale                                | 1                                                                   | cap. 78’                                                            |
| 24-1-2019                                                           | Abu Dhabi                                                           | Cina                                                                | 0 – 3                                                               | Iran                                                                | Coppa d'Asia 2019 - Quarti di finale                                | -                                                                   | cap. 76’                                                            |
| 28-1-2019                                                           | al-'Ayn                                                             | Iran                                                                | 0 – 3                                                               | Giappone                                                            | Coppa d'Asia 2019 - Semifinale                                      | -                                                                   | cap. 71’                                                            |
| 10-9-2019                                                           | Hong Kong                                                           | Hong Kong                                                           | 0 – 2                                                               | Iran                                                                | Qual. Mondiali 2022                                                 | -                                                                   | 87’                                                                 |
| Totale                                                              |                                                                     | Presenze                                                            | 59                                                                  |                                                                     | Reti                                                                | 11                                                                  |                                                                     |

## Palmarès

### Club

#### Competizioni nazionali
- Campionato tedesco: 1

Wolfsburg: 2008-2009
- Coppa d'Iran: 1

Tractor Sazi: 2019-2020